# ケロッグ川
ケロッグ川（ケロッグがわ、英語: Kellogg Creek）は、アメリカ合衆国オレゴン州のポートランド都市圏を流れる、全長およそ7.2キロメートル (4.5 mi) のウィラメット川の支流である。源頭はジョンソン・シティ市内のレノア湖付近にあり、北西に流れてミルウォーキーで合流して終わる。流路のほぼ中間のノース・クラカマス中央公園付近で、主要支流のマウント・スコット川と合流する。マウント・スコット川とその支流、フィリップス川およびディーン川は、スコット山の西斜面を流域としている。ケロッグ川とウィラメット川の合流点は、ジョンソン川の僅かに上流で、コロンビア川とウィラメット川との合流点から29.8キロメートル (18.5 mi) 上流に位置する。

## 流域
流域の大部分がクラカマス郡第１地区の中に収まっている。ジョンソン・シティ全域とミルウォーキーおよびオーク・ロッジ衛生地区の一部も流域内に位置する。流域の総面積はおよそ39平方キロメートル (15 sq mi) である。宅地やクラカマス・タウン・センター等のような商工業施設、州間高速道路205号線等の高速道路や街路、点在するベッドタウンなどが流域を覆っている。
複数の公園や湿原、自然地域が流域内に散在している。ケロッグ川の上流部は州間高速道路205号線とジョンソン・シティの間に広がる、面積6.6ヘクタール (16.2エーカー) のハースウッド湿原の周囲から始まる。マウント・スコット川とその支流、フィリップス川およびディーン川は、面積36ヘクタール (89エーカー) のスリー・クリークス自然地域内を通り抜ける。ハッピー・バレー公園は、面積11-ヘクタール (26-エーカー)の湿地で、マウント・スコット川の水源となっている。また、マウント・タルバート自然公園およびノース・クラカマス中央公園の園内もマウント・スコット川は通り抜けている。ミルウォーキーには面積2.64ヘクタール (6.52エーカー) のミンソーン・スプリングス湿地があり、そこからの流れがケロッグ川に流入している。

## ケロッグ・ダム
川がウィラメット川に流れ込むところに、高さ4.9メートル (16 ft) のケロッグ・ダムが設けられており、ケロッグ湖を形作っている。ミルウォーキー市と関連団体はこのダムを撤去し、かつて流域に生息していたギンザケなどのサケを川に呼び戻そうと考えている。ダムの撤去により、支流も含めた14キロメートル (9 mi) もの川筋が回遊魚に開放されることになる。この計画には、現在湖底に沈んでいる、面積5.7ヘクタール (14エーカー)におよぶ湿地の回復も含まれている。ダムの代わりに新たに建設される橋梁には、オレゴン州道99E号線沿いのクロンバーグ公園とミルウォーキー・リバーフロント公園とを結ぶ、自転車専用レーンと歩道が整備される予定である
2021年には当時のミルウォーキー市長マーク・ガンビアが、この計画について「我々の子供や孫の世代は、毎年のように鮭が川を遡上する姿に親しみながら育つべきだ。ケロッグ・ダムの撤去は、このビジョンを現実とする最も大きな一手である」と述べた。
ノース・クラカマス流域協議会の事務局長ニール・シュルマンは、2022年に「長年にわたって河川環境の保護に多大な貢献をおこなってきたジェフ・マークリー上院議員の尽力により、この計画は大きく前進を遂げた。議員は、ダムが妨げている自由な流れを取り戻す次のステップのために、議会から58万5000ドルの予算を確保することを可能にした…」と述べた。ダム撤去時期について、シュルマンは2025年から2028年までの間に実施の可能性を示した。「それは未だ遠い先の出来事のように思われるかもしれないが、これが大規模なインフラ建設計画であることを忘れないでいただきたい。エイブラハム・リンカーンが大統領になる前、あるいはオレゴンが州に昇格する前から設置されているダムを撤去するのです…」。